# Бексли (Огайо)
Бе́ксли (англ. Bexley) — пригородный город в округе Франклин, штат Огайо (США). По данным переписи 2010 года население города составляло 13 057 человек. Основанный более ста лет назад, город Бексли является старинным пригородом Колумбуса, столицы штата Огайо, расположенным на берегу Алум-Крик, рядом с Драйвинг-парком и Вулф-парком, чуть восточнее консерватории Франклин-парка. Горизонтально район пересекает Национальная дорога (Главная улица), напоминая о том, что Бексли возник в результате слияния престижного района Буллит-Парк на севере и общины лютеранского колледжа Плезант-Ридж на юге.
Исторический пригород известен своими большими домами и поместьями, расположенными в основном в Буллит-Парке. Самые известные из них включают особняк Джеффри-Парк (он же «Кельведен»), дом президента Университета штата Огайо, и особняк губернатора штата Огайо. Расположенный в северной части Бексли, особняк губернатора, первоначально построенный как частная резиденция в 1925 году, и переданный штату в 1955 году, служит официальной резиденцией губернаторов штата Огайо с 1957 года, хотя губернатор Джеймс А. Родс (в последние два срока пребывания в должности) и губернатор Джон Кейсик, оба — жители центрального Огайо, предпочли остаться в своих частных домах во время пребывания в должности.
Наряду с муниципалитетами Минерва-Парк, Уайтхолл, Уортингтон, Аппер-Арлингтон и Вэлливью, Бексли является географическим анклавом Колумбуса.

## История
Бексли был назван по предложению одного из первых жителей, полковника Линкольна Килборна, в честь его родины в Бексли (Лондон, Великобритания). Деревня Бексли была зарегистрирована в 1908 году, когда жители Буллит-Парка на севере вдоль Алум-Крик, включая промышленника и 35-го мэра Колумбуса, Роберта Х. Джеффри, согласились объединиться с лютеранской общиной Плезант-Ридж на юге, расположенной рядом с колледжем Евангелическо-лютеранского объединённого синода Огайо (Столичный университет, основан в 1850 году) и Евангелическо-лютеранской теологической семинарией (ныне Троицкая лютеранская семинария), основанной в 1830 году. Оба учебных заведения сегодня относятся к основной деноминации Евангелическо-лютеранской церкви в Америке, к которой принадлежат две трети лютеран Америки.
Парк Буллит был основан в 1889 году, когда Логан М. Буллит из Филадельфии представил свой первый план территории. Состоятельные жители Колумбуса строили таунхаусы и загородные дома на востоке вдоль Брод-стрит и Таун-роуд (ныне Брайден-роуд), на всём протяжении до Франклин-парка. К 1890-м годам на берегу Алум-Крик в районе Буллит-Парк появилось несколько больших домов, один из которых стал первоначальным кампусом школы для девочек в Колумбусе, которая до сих пор является эксклюзивной частной школой для девочек в Бексли.
Начало испано-американской войны также сыграло важную роль в истории Бексли. В 1898 году губернатор штата Огайо Аса Бушнелл выбрал несколько непроданных участков в парке Буллит в качестве места сбора добровольцев штата, отправляющихся на войну. Лагерь Бушнелл, как его называли, на три недели стал домом для 8000 новобранцев из Огайо, направлявшихся на Кубу. Для солдат был построен водопровод и канализация, тем самым территория была подготовлена для последующего развития недвижимости в последующие десятилетия.
К 1908 году жители Буллит-Парка, расположенного к северу от Мэйн-стрит, и Плезант-Бридж, расположенного к югу от Мэйн-стрит, решили объединить свои районы, и объединились в посёлок Бексли. В 1928 году посёлок достиг отметки в 5000 жителей, необходимых для получения статуса города в штате Огайо (это требование сохраняется до сих пор), и 31 декабря 1931 года Бексли официально стал городом. Уильям А. Шнайдер был избран первым мэром города Бексли в 1935 году. Он построил первое здание мэрии и провёл Бексли через долгий период роста. Он оставался на своём посту в течение 32 лет, после чего ушёл в отставку.
В марте 2013 года город Бексли был аккредитован в качестве дендрария Мортонским регистром дендрариев, став первым городом в США, получившим аккредитацию дендрария.

## География
Согласно переписи населения 2010 года, общая площадь города составляет 6,32 км2, из которых 6,27 км2 (или 99,18 %) — суша, а 0,05 км2 (или 0,82 %) — вода.

## Демография

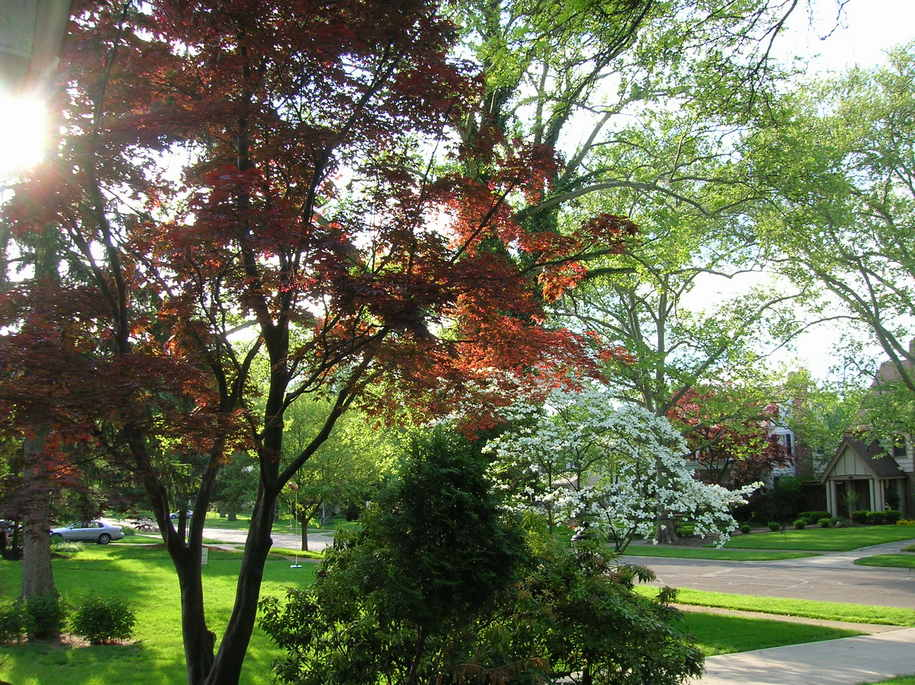
Созданный район (2006)

Бексли неофициально делится на три части: Северный Бексли, состоящий из кварталов к северу от Брод-стрит; Центральный Бексли, район между Мейн-стрит и Брод-стрит; и Южный Бексли, район между Мейн-стрит и Ливингстон-авеню. Демографические характеристики этих трёх районов различны. Северный Бексли, особенно район Буллит-Парк, занимающий западную половину Северного Бексли — это район больших, похожих на особняки домов. Центральный Бексли состоит в основном из больших домов площадью от 185 до 418 квадратных метров, и многие жители являются «белыми воротничками», верхний средний класс. Южный Бексли состоит из небольших домов, многие из которых имеют площадь менее 140 квадратных метров. Среди жителей Южного Бексли легче встретить клерков и рабочих, а также молодых специалистов с маленькими детьми, и этот район можно рассматривать как проявление многих характеристик среднего класса.
В целом, Бексли остается сообществом преимущественно белых жителей с достатком выше среднего. Большинство жителей Бексли считают себя приверженцами основных протестантских деноминаций. В городе расположены две лютеранские церкви (ELCA), Объединённая методистская церковь и епископальная церковь, а недалеко от города находятся три пресвитерианские церкви. В Бексли проживает много евреев, здесь расположены три синагоги (Агудас Ахим, Ахавас Шолом и Торат Эмет). В городе также проживает значительное количество католиков, а три римско-католические церкви расположены недалеко от границ Бексли. Несмотря на то, что в городе проживает незначительное меньшинство негров, афроамериканские и смешанные семьи становятся всё более заметными в общине.
В Бексли находится Столичный университет (основанный лютеранами в 1850 году) и Троицкая лютеранская семинария (1830), а значительное число жителей работает в Университете штата Огайо. Бексли — это высокообразованное сообщество. Школы города объединены в школьный округ. В последние годы Бексли также приобрёл репутацию всё более прогрессивного в политическом и социальном плане города, и эту тенденцию разделяют другие внутренние пригороды округа Франклин.

### Перепись населения 2010 года
По данным переписи населения 2010 года, в городе проживало 13 057 человек, насчитывалось 4661 домохозяйство и 3281 семья. Плотность населения составляла 2074,6 человек/км2. Имелась 5041 единица жилья при средней плотности 801,0 чел/км2. Расовый состав города состоял из 89,6 % белых, 5,9 % афроамериканцев, 0,1 % коренных американцев, 1,5 % азиатов, 0,4 % представителей других рас и 2,5 % представителей двух или более рас. Латиноамериканцы и испаноговорящие составляли 1,8 % населения.
Насчитывалось 4661 домохозяйство, из которых в 38,2 % проживали дети в возрасте до 18 лет, 57,6 % составляли супружеские пары, живущие вместе, 9,4 % — незамужние женщины, 3,4 % — неженатые мужчины, и 29,6 % — несемейные домохозяйства. 23,5 % всех домохозяйств состояли из частных лиц, а в 10 % домохозяйств проживал один человек в возрасте 65 лет и старше. Средний размер домохозяйства составлял 2,59, а средний размер семьи — 3,09 человек.
Средний возраст жителей города составлял 35,5 лет. 25,7 % жителей были моложе 18 лет; 15,3 % — в возрасте от 18 до 24 лет; 21,4 % — от 25 до 44 лет; 27,4 % — от 45 до 64 лет; и 10,1 % — в возрасте 65 лет и старше. 46,9 % населения города составляли мужчины и 53,1 % — женщины.

### Перепись населения 2000 года
По данным переписи населения США 2000 года, в городе проживало 13 203 человека, насчитывалось 4705 домохозяйств и 3387 семей. Плотность населения составляла 2080,7 человек на км2. Имелось 4974 единицы жилья при средней плотности 783,9 чел на км2. Расовый состав города состоял из 92,45 % белых, 4,48 % афроамериканцев, 0,17 % коренных американцев, 0,99 % азиатов, 0,05 % жителей тихоокеанских островов, 0,47 % представителей других рас и 1,39 % представителей двух или более рас. Латиноамериканцы или испаноговорящие любой расы составляли 0,92 % населения. В Бексли также проживает большое количество евреев, и он считается одной из основных еврейских общин в центральном Огайо.
В городе насчитывалось 4705 домохозяйств, из которых в 40,9 % проживали дети в возрасте до 18 лет, 59,9 % составляли супружеские пары, живущие вместе, 9,4 % — незамужние женщины, и 28,0 % — несемейные домохозяйства. 23,7 % всех домохозяйств состояли из отдельных лиц, а в 10,0 % проживал один человек в возрасте 65 лет и старше. Средний размер домохозяйства составлял 2,59, а средний размер семьи — 3,09 человек.
В городе население было распределено по возрасту следующим образом: 27,3 % составляли лица моложе 18 лет, 12,5 % — от 18 до 24 лет, 24,4 % — от 25 до 44 лет, 24,9 % — от 45 до 64 лет и 10,8 % — в возрасте 65 лет и старше. Медианный возраст составил 36 лет. На каждые 100 женщин приходилось 88,6 мужчин. На каждые 100 женщин в возрасте 18 лет и старше приходилось 83,6 мужчин.
Медианный доход домохозяйства в городе составлял $70 200, а медианный доход семьи — $83 363. Средний доход мужчин составил $56 573, а женщин — $39 851. Доход на душу населения в городе составлял $37 375. Около 3,1 % семей и 4,6 % населения находились за чертой бедности, включая 2,7 % лиц моложе 18 лет и 6,5 % лиц в возрасте 65 лет и старше.

## Достопримечательности

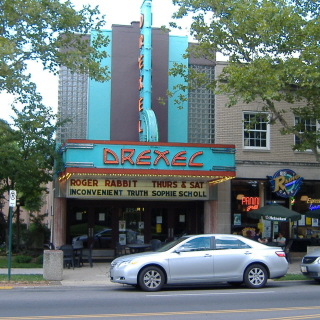
Исторический кинотеатр Дрексель (2005)

В Бексли находится несколько церквей и синагог, многочисленные исторические места и скульптуры под открытым небом, оригинальный театр Drexel Theater и пиццерия Rubino’s Pizzeria, а также несколько миль шоссе 40, известного как Национальная дорога. В непосредственной близости к Бексли на западе расположена консерватория Франклин-парка.
В кинотеатре Drexel Movie Theater, построенном в 1930-е годы по адресу 2254 E. Main Street в Бексли, на трёх экранах демонстрируются независимые и международные фильмы. На протяжении 30 лет кинотеатр принадлежал Джеффу и Кэти Фрэнк, а с весны 2011 года театр находится в ведении некоммерческого фонда Friends of the Drexel Inc. Управляет театром Ассоциация исполнительских искусств Колумбуса.
Пиццерия Rubino’s, упомянутая в книге «Будь верен своей школе» Боба Грина, прославилась тем, что почти не менялась с момента своего открытия в начале 1950-х годов. Пиццерия Rubino’s не осуществляет доставку и принимает только наличные или чеки. Единственная пиццерия Rubino’s расположена по адресу Мэйн-стрит, и она всегда была независимой и не входила в сети фастфуда. Ещё одно давнее семейное предприятие — «Настоящее мороженое Джонсона», расположенное к востоку от пиццерии.
Особняк Джеффри расположен почти на 40 акрах земли в Северном Бексли, включая два парка, расположенных на восточной стороне Парквью-авеню. Исторический особняк открыт для публики и предлагает культурные и художественные образовательные программы. Территория особняка открыта для посещения и включает каменные лестницы, ведущие к пешеходным тропинкам вдоль Алум-Крик, теннисные корты и общественный бассейн Бексли.
В Бексли хранится множество работ известных художников. Например, здесь в Троицкой лютеранской семинарии, подготовительной школе Святого Чарльза и конгрегации Агудас Ахим находится ряд творений скульптора Альфреда Тибора, пережившего Холокост.

## Органы власти
Действующим мэром Бексли является Бен Кесслер. Кесслер был избран городским советом на должность мэра в 2012 году после смерти бывшего мэра, Джона Бреннана, а затем был переизбран на эту должность жителями Бексли на всеобщих выборах в ноябре 2013 года. До избрания на должность мэра Кесслер работал членом городского совета Бексли. В Бексли действует форма правления мэр/совет, в состав которого входят семь выборных членов совета по принципу «по очереди», а также выборный городской аудитор. По состоянию на начало марта 2022 года членами городского совета Бексли являлись: Лори Энн Фейбел — председатель совета, Ричард Шарп, Стив Киз, Трой Маркхэм, Тим Мэдисон, Моник Лампке и Мэри Готтесман. Аудитором города Бексли является Билл Харви.
Правоохранительная деятельность в Бексли началась в 1908 году, когда Бексли официально стал деревней. В то время законы деревни исполнялись одним деревенским маршалом. В 1931 году Бексли стал городом, и полицейский департамент вырос до шести сотрудников. Сегодня в департаменте служат двадцать восемь человек. 30 апреля 2007 года Лоренс Л. Ринехарт стал девятым начальником полицейского управления Бексли. До этого Ринехарт тринадцать лет проработал в полицейском управлении Гаханны, дослужившись до должности заместителя начальника полиции. 17 ноября 2008 года состоялась церемония закладки фундамента нового здания полицейского управления Бексли по адресу 559 North Cassingham Road. Здание отличается расширенными возможностями для проведения операций в чрезвычайных ситуациях, тренировок и фитнеса. 31 декабря 2009 года сотрудники полиции Бексли официально переехали в новое здание полиции Бексли по адресу 559 North Cassingham Road.

## Образование

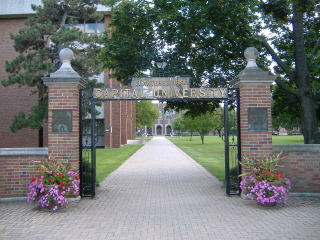
Столичный университет (2005)

В Бексли есть несколько государственных и частных учебных заведений, включая городские школы Бексли, школу Колумбуса для девочек, подготовительную школу Святого Чарльза, Столичный университет и Троицкую лютеранскую семинарию Евангелической лютеранской церкви в Америке (ELCA). Государственные и частные школы К-12 делают Бексли очень востребованным городом для семейного проживания. По имеющимся данным, 95—100 % учащихся, оканчивающих государственные школы школьного округа города Бексли, а также школу для девочек в Колумбусе и подготовительную школу Святого Чарльза, поступают в колледж.
Школа для девочек в Колумбусе (CSG), основанная в 1898 году, является одной из старейших частных школ города. На протяжении почти 50 лет школа располагалась в величественном георгианском особняке, известном как «Парсонс Плейс», но в 1946 году CSG переехала в более современный особняк с большой территорией на Саут-Коламбия-Авеню в Бексли. Здесь расположен главный из трёх кампусов школы.
Подготовительная школа Святого Чарльза (St. Charles) — подготовительная католическая школа для мальчиков, расположенная недалеко от городской черты Бексли. Она была основана в 1923 году епископом Колумбуса, Джеймсом Дж. Хартли, как римско-католическая семинария при колледже. Сегодня Сент-Чарльз — это средняя школа для мальчиков, обслуживающая римско-католическую епархию Колумбуса.
Другая престижная частная школа для мальчиков, Академия Колумбуса, была основана в Бексли в 1911 году, и располагалась в величественном особняке в парке Буллит. В первой половине XX века Академия Колумбуса и Школа Колумбуса для девочек, посещаемые преимущественно учениками-протестантами из богатых англо-германских семей, проводили большинство совместных школьных мероприятий. По мере того, как Бексли становился всё более разнообразным, сектантские границы смягчались, так что сейчас Бексли известен как относительно прогрессивный город. Тем не менее, отношения между CSG и Сент-Чарльзом все ещё характеризуются как натянутые. Академия Колумбуса в 1968 году переехала в Гаханну (северо-восток Колумбуса). В 1991 году она стала школой совместного обучения.
Школьный округ Бексли — одна из главных достопримечательностей города. Средняя школа в Бексли считается одной из лучших средних школ в Огайо и входит в список лучших государственных средних школ страны по версии журналов U.S. News & World Report и Newsweek (U.S. News: в 2013 году школа заняла 160-е место среди 22 000 государственных средних школ США и пятое место в Огайо; Серебряная медаль, 2009; Newsweek: 228-е место среди 2000 школ в 2013 году; 1000 лучших средних школ, 2005—2009).
В Бексли также находятся два высших учебных заведения. Столичный университет — частный гуманитарный университет, связанный с Евангелической лютеранской церковью в Америке. Основанный в 1830 году как теологическая семинария, и отделенный в 1850 году, он является одним из старейших и крупнейших лютеранских университетов в стране. Он может похвастаться впечатляющим списком степеней бакалавриата и магистратуры, а также имеет юридический факультет. В юридической школе работают несколько выдающихся преподавателей, и она отличается высокими показателями сдачи экзаменов.
Как и Столичный университет, Троицкая лютеранская семинария была основана в 1830 году, и в настоящее время является частью Евангелической лютеранской церкви в Америке (ELCA). Изначально Тринити называлась Немецкой теологической семинарией Евангелическо-лютеранского объединенного синода Огайо, затем была переименована в Евангелическо-лютеранскую теологическую семинарию (ELTS). Первоначальный кампус находился в Кантоне (штат Огайо), но вскоре был переведен в Колумбус.

## Знаменитости
В Бексли проживали многие известные граждане, включая Боба Грина, бывшего обозревателя Chicago Tribune, который написал книгу «Будь верен своей школе»; детского писателя Роберта Стайна; и Майкла Джеффриса, бывшего исполнительного директора Abercrombie & Fitch.
По состоянию на 2016 год в городе проживал менеджер президентской кампании Клинтона 1992 года и старший советник президентской кампании Байдена 2008 года, Дэвид Вильгельм.
Ларри Флинт, издатель журнала Hustler, также одно время жил в городе, а затем переехал в Голливуд. Среди других бывших жителей города — Фрэнк Лессер, сценарист шоу «Отчёт Кольбера» на канале Comedy Central, и Нейт Билер, редакционный карикатурист Washington Examiner, чьи карикатуры также появляются в San Francisco Examiner, USA Today и Los Angeles Times. Там же живёт Мэгги Смит, поэт, писатель-фрилансер и редактор.
Джош Рэднор, звезда ситкома CBS «Как я встретил вашу маму», Марко Армент, ведущий разработчик сайта блогов Tumblr, и Лори Лиа Шефер, Мисс Америка 1972 года, также называют Бексли своим домом. Харви Вассерман, писатель и активист антиядерного движения, живёт в Бексли (знаменитая фраза 1970-х годов «No Nukes» частично приписывается ему). Марта Буш, вдова Сэмюэля Буша (промышленника из Колумбуса и основателя президентской семьи Бушей), жила на Норт-Дрексель, хотя более известные адреса семьи Бушей были в Ист-Колумбусе, Марбл-Клиффе и Блэклике.